# Nanatsuiro Drops
Nanatsuiro Drops (яп. ななついろ★ドロップス Нанацуиро★Дороппусу) — японский визуальный роман, разработанный компанией UNiSONSHIFT и выпущенный в апреле 2006 года. Первая версия, созданная для персональных компьютеров, содержала сцены эротического характера. Версия игры, изданная компанией MediaWorks для PlayStation 2 была выпущена 20 сентября 2007 года, и эротические сцены в ней были убраны. Версия для Nintendo DS была выпущена 15 мая 2008 года.
Вскоре после выпуска игры были выпущены ранобэ, две манги и аниме-адаптация.

## Сюжет
Масахару Цувабуки — обычный студент, который испытывает трудности в общении с другими людьми. Однажды он встречает новую студентку Сумомо Акихимэ и её подругу Надесико Аэно. А тем же вечером случайно выпивает воду, в которую оказалось подмешано волшебное зелье, и превращается в маленькую игрушечную овечку. И теперь он должен собрать семь радужных капель, чтобы снова стать нормальным.

## Персонажи
- Масахару Цувабуки (яп. 石蕗 正晴 Цувабуки Масахару)

Сэйю: Хирофуми Нодзима
Тихий молодой человек, который редко общается с людьми, в том числе и со своими друзьями. В начале сериала он сталкивается с Сумомо Акихимэ, которая в результате столкновения случайно обрызгивает его водой. После этого случая он вступает в клуб садоводов. Из-за силы магических снадобий он превращается в маленькую овечку, способную двигаться и говорить. Кисараги сообщает ему, что для того, чтобы вернуться в нормальное состояние, Масахару должен найти семь радужных капель. В этом ему будет помогать Сумомо, однако он не должен раскрывать ей свою сущность. Позднее оказывается, что Масахару превращается в овечку только с наступлением темноты, а днём снова становится человеком.
В середине сериала Масахару признаётся в любви Сумомо, когда в форме овечки узнаёт о её чувствах к нему. В последних сериях, приняв зелье, он возвращается в нормальную форму, но при этом теряет память. Однако, несмотря на то, что он не помнит того, что происходило с ним, он не забыл о своих чувствах к Сумомо, и говорит ей, что полюбит её снова.
- Сумомо Акихимэ (яп. 秋姫 すもも Акихимэ Сумомо)

Сэйю: Митиру Юимото
Симпатичная и скромная девушка, которая общается в основном только со своей близкой подругой Нако. Обладает волшебной силой, способна собирать радужные капли. Влюблена в Масахару, и хотя они вместе занимаются поисками радужных капель, она не узнаёт его в образе овечки. Впервые встретив Масахару в образе овечки, даёт ему имя Юки-тян и обращается с ним, как с девочкой. Она не умеет плавать, но вскоре учится этому, когда радужная капля падает в бассейн. Позднее она узнаёт, что приходится дочерью Карин Кисараги — сестры Нацумэ.
- Надесико Аэно (яп. 秋姫 すもも Аэно Надесико)

Сэйю: Каори Симидзу
Близкая подруга Сумомо, которую та именует Нако-тян. Она узнаёт о том, что Сумомо является волшебницей, и теперь, согласно правилам, о которых говорил Нацумэ, Сумомо должна стереть её воспоминания. Однако Сумомо не желает этого делать и настаивает на поиске другого решения. И такое решение удаётся найти — Сумомо использует заклинание, которое связывает волшебницу и одного её близкого друга (то есть Надесико) без необходимости стирания памяти. Надесико позднее узнаёт, что Нона также является волшебницей.
- Нона Юки (яп. 結城 ノナ Юки Нона)

Сэйю: Юки Мацуока
Вторая волшебница, прибывшая из другого мира, также занимается поиском радужных капель. Эксперт в области магии, более искусна в поиске и захвате радужных капель. Между Ноной и Сумомо начинается соперничество (носящее, однако, дружеский характер). Позднее она начинает учиться в одной школе с Сумомо и Масахару.
- Нацумэ Кисараги (яп. 如月 ナツメ Кисараги Нацумэ)

Сэйю: Кисё Тамияма
Молодой, привлекательный учитель в школе, где происходит действие аниме. Обладает способностью создавать и использовать магические зелья. Является своего рода проводником и наставником для Сумомо и Масахару в их поисках радужных капель.
- Карин Акихимэ (яп. 秋姫 カリン Акихимэ Карин)

Сэйю: Мики Ито
Мать Сумомо и сестра Нацумэ, внешне очень похожа на дочь. Величайшая волшебница всех времён.

## Медиа-издания

### Визуальный роман
Игра Nanatsuiro Drops была выпущена 21 апреля 2006 года для персональных компьютеров. 20 сентября 2007 года она была портирована на PlayStation 2 компанией MediaWorks под названием Nanatsuiro Drops Pure!!. Версия для Nintendo DS, основанная преимущественно на аниме, была выпущена в мае 2008 года.

### Ранобэ
Иллюстрированный роман был написан Тамаки Итикавой и выпущен 30 июня 2006 года издательством Enterbrain.

### Манга
Манга под названием Nanatsuiro Drops, нарисованная Юки Таками, начала выпускаться в японском женском журнале Dengeki G’s Magazine с 30 сентября 2006 года. Вторая манга под названием Nanatsuiro Drops Pure!!, нарисованная Сорахико Мидзусимой, выпускалась в мужском журнале Dengeki Comic Gao! в период с 27 апреля 2007 года по 27 февраля 2008 года.

### Аниме
Показ 12-серийного аниме-сериала проходил в Японии на канале Chiba TV с 2 июля по 17 сентября 2007 года.